# Ernei
Ernei (Nagyernye en hongrois, Rohrdachen en allemand) est une commune roumaine du județ de Mureș, dans la région historique de Transylvanie et dans la région de développement du Centre.

## Géographie
La commune d'Ernei est située dans le centre-nord du județ, sur la rive gauche du Mureș, dans les collines de la Niraj, à 10 km au nord-est de Târgu Mureș, le chef-lieu du județ.
La municipalité est composée des six villages suivants (population en 2002) :
- Călușeri (625) ;
- Dumbrăvioara (1 648) ;
- Ernei (1 980), siège de la municipalité ;
- Icland (330) ;
- Săcăreni (237) ;
- Sângeru de Pădure (399).

## Histoire
La première mention écrite du village date de 1332 sous le nom de Ernee.
La commune d'Ernei a appartenu au royaume de Hongrie, puis à l'empire d'Autriche et à l'Empire austro-hongrois.
En 1876, lors de la réorganisation administrative de la Transylvanie, elle a été rattachée au comitat de Maros-Torda.
La commune d'Ernei a rejoint la Roumanie en 1920, au traité de Trianon, lors de la désagrégation de l'Autriche-Hongrie. Après le deuxième arbitrage de Vienne, elle a été de nouveau occupée par la Hongrie de 1940 à 1944, période durant laquelle la petite communauté juive fut exterminée par les Nazis. Elle est redevenue roumaine en 1945.

## Politique
Le Conseil Municipal d'Ernei compte 15 sièges de conseillers municipaux. À l'issue des élections municipales de juin 2008, Ferenc Jánosi (UDMR) a été élu maire de la commune.
| Parti                                      | Nombre de conseillers |
| ------------------------------------------ | --------------------- |
| Union démocrate magyare de Roumanie (UDMR) | 12                    |
| Parti civique hongrois (PCM)               | 2                     |
| Parti national libéral (PNL)               | 1                     |

## Religions
En 2002, la composition religieuse de la commune était la suivante :
- Réformés, 50,14 % ;
- Catholiques romains, 26,59 % ;
- Chrétiens orthodoxes, 12,49 % ;
- Unitariens, 6,51 %.

## Démographie
La commune d'Ernei est une commune qui possède une majorité absolue de population d'origine hongroise ou sicule. Elle a atteint son maximum de population en 1966 avec 6 014 habitants.
En 1910, la commune comptait 362 Roumains (7,34 %), 4 468 Hongrois (90,61 %) et 22 Allemands (0,45 %).
En 1930, on recensait 599 Roumains (12,34 %), 3 876 Hongrois (79,84 %), 11 Allemands (0,23 %), 16 Juifs (0,33 %) et 350 Tsiganes (7,21 %).
En 2002, 405 Roumains (7,76 %) côtoient 4 328 Hongrois (82,92 %) et 485 Tsiganes (9,29 %). On comptait à cette date 2 159 ménages et 1 700 logements.
| 1850  | 1880  | 1900  | 1910  | 1930  | 1956  | 1977  | 1992  | 2002  |
| ----- | ----- | ----- | ----- | ----- | ----- | ----- | ----- | ----- |
| 3 737 | 4 121 | 4 852 | 4 931 | 4 855 | 5 314 | 5 894 | 5 180 | 5 219 |

| 2007  | - | - | - | - | - | - | - | - |
| ----- | - | - | - | - | - | - | - | - |
| 5 467 | - | - | - | - | - | - | - | - |

## Économie
L'économie de la commune repose sur l'agriculture et l'élevage.

## Émetteur de radio
Au sud d'Ernei à 46° 35′ 35″ N, 24° 38′ 00″ E, il y a un émetteur à ondes moyennes travaillant sur 1323 kHz avec une puissance de 15 kW. Cet émetteur diffuse occasionnellement parfois en langue allemande.

## Communications

### Routes
Ernei est traversée par la route nationale DN15 Târgu Mureș-Reghin-județ de Harghita.

### Voies ferrées
Ernei se situe sur la ligne de chemin de fer Deda-Războieni qui dessert Târgu Mureș et Reghin.

## Lieux et monuments
- Dumbrăvioara, château de style baroque construit entre 1769 et 1773 par le comte Samuel Teleki, chancelier de Transylvanie et fondateur de la bibliothèque Teleki de Târgu Mureș.

- Ernei, église réformée de 1784.

- Ernei, château construit en 1912 par le comte Samu Teleki.

- Călușeri, église unitarienne de 1729.

## Jumelages
Szentbalázs (Hongrie)